# Bethwell Birgen
Bethwell Birgen (* 6. August 1988) ist ein ehemaliger kenianischer Leichtathlet, der im Mittel- und Langstreckenlauf an den Start ging. Seinen größten Erfolg feierte er mit dem Gewinn der Bronzemedaille über 3000 Meter bei den Hallenweltmeisterschaften 2018 in Birmingham.

## Sportliche Laufbahn
Bethwell Birgen trat zu Beginn seiner Karriere im Mittelstreckenlauf an und wurde 2012 in 3:31,17 min Dritter im 1500-Meter-Lauf bei der Doha Diamond League. Zuvor schied er bei den Hallenweltmeisterschaften in Istanbul mit 3:42,72 min im Vorlauf aus. Im September wurde er auch beim Memorial van Damme in Brüssel in 3:32,24 min Dritter. Im Jahr darauf erreichte er bei den Weltmeisterschaften in Moskau das Halbfinale und schied dort mit 3:37,37 min aus. 2014 belegte er bei den Hallenweltmeisterschaften in Sopot in 3:40,66 min den achten Platz und 2016 schied er bei den Hallenweltmeisterschaften in Portland mit 3:49,35 min im Vorlauf aus. 2017 wurde er bei der Doha Diamond League in 3:32,27 min Dritter über 1500 Meter und im Jahr darauf gewann er bei den Hallenweltmeisterschaften in Birmingham in 8:15,70 min die Bronzemedaille im 3000-Meter-Lauf hinter den Äthiopiern Yomif Kejelcha und Selemon Barega. 2019 wurde er bei der Doha Diamond League in 3:33,12 min erneut Dritter und 2022 beendete er seine aktive sportliche Karriere im Alter von 34 Jahren.

## Persönliche Bestzeiten
- 1500 Meter: 3:30,77 min, 19. Juli 2013 in Monaco
  - 1500 Meter (Halle): 3:34,62 min, 19. Februar 2015 in Stockholm
- Meile: 3:50,42 min, 1. Juni 2013 in Eugene
  - Meile (Halle): 3:54,82 min, 26. Januar 2019 in Boston
- 3000 Meter: 7:32,48 min, 27. August 2016 in Saint-Denis
  - 3000 Meter (Halle): 7:34,12 min, 29. Januar 2021 in Karlsruhe
- 5000 Meter: 13:04,66 min, 22. Mai 2016 in Hengelo